# Chikkakalenahalli, Dod Ballapur
Chikkakalenahalli là một làng thuộc tehsil Dod Ballapur, huyện Bangalore Rural, bang Karnataka, Ấn Độ.